# Boiling Spring Lakes
Boiling Spring Lakes é uma cidade localizada no estado norte-americano de Carolina do Norte, no Condado de Brunswick.

## Demografia
Segundo o censo norte-americano de 2000, a sua população era de 2972 habitantes. 
Em 2006, foi estimada uma população de 4407, um aumento de 1435 (48.3%).

## Geografia
De acordo com o United States Census Bureau, a localidade tem uma área de 60,4 km², dos quais 58,5 km² cobertos por terra e 1,9 km² cobertos por água.

## Localidades na vizinhança
O diagrama seguinte representa as localidades num raio de 16 km ao redor de Boiling Spring Lakes. 